# 聖文森及格瑞那丁總督
聖文森及格瑞那丁總督（英語：Governors-General of Saint Vincent and the Grenadines），中文通常簡稱為聖文森總督，是聖文森及格瑞那丁君主在聖文森及格瑞那丁的全權代表。

## 歷任總督
1. 芒羅 Sir Sydney Gun-Munro（1979年10月27日－1985年2月28日）
2. 優斯塔仕 Sir Joseph Lambert Eustace（1985年2月28日－1988年2月29日）
  -  Henry Harvey Williams（署理，1988年2月29日－1989年9月20日）
3. 傑克 Sir David Jack（1989年9月20日－1996年6月1日）
4. 安卓巴斯 Sir Charles Antrobus（1996年6月1日－2002年6月3日）
  - 達康 Monica Dacon（署理，2002年6月3日－2002年9月2日）
5. 柏朗泰 Sir Frederick Ballantyne（2002年9月2日－2019年8月1日）
6. 苏珊·杜根 Dame Susan Dougan（2019年8月1日－现任）